# Johannes Risberg
Johannes Risberg, född 18 december 1840 i Smedstorps socken, död 12 mars 1909 i Göteborg, var en svensk harmoniumtillverkare i Linköping, Göteborg och Stockholm.

## Biografi
Risberg föddes 18 december 1840 på Tungbyholm i Smedstorps socken. Han var son till smeden Mårten Risberg och Bengt Persdotter. Den 24 oktober 1862 flyttade Risberg till Vittsjö. Där arbetade han som dräng och instrumentmakarelärling hos instrumentmakaren Per Nilsson. Han flyttade hem till sidan föräldrar 1863. 1869 arbetade han som instrumentmakaregesäll i Stockholm. Han bosatte sig 1870 på Stora Sittorp i Älvestad. 1871 flyttade familjen till Linköping. Där arbetade han som instrumentmakare. 1875 flyttade Risberg till Stockholm och arbetade där som orgelfabrikant. Risberg arbetade senare som orgelfabrikör. 1891 flyttade de till Karlstad och han började att arbeta som instrumentmakare. Familjen flyttade 1894 till Stampen 1 i Alingsås. 1895 flyttade de till Göteborg. Risberg avled 12 mars 1909 i Göteborg.

## Familj
Risberg gifte sig 26 april 1874 med August Matilda Joachimsson (född 1847). De fick tillsammans barnen Johannes Valdemar Mårten (född 1878) och Karin Viktoria Elisabet (född 1882).